# Macro-Arawakan
Macro-Arawakan.- Velika jezična porodica iz tropskih predjela Južne Amerike, koja obuhvaća niz jezičnih porodica od kojih se uz porodicu Arawakan, po kojoj dobiva ime, nalaze i: Apolista, Arauan, Catembri, Chamicura, Chapacuran, Guahiban, Lorenzan, Otomacan, Tiniguan, Uru-Chipaya, Guamo i moguće plemena i jezike Indijanaca Puquinan i Chango i sjevernoameričke Timuquanan. 
U neklasificirane aravačke jezike ubrajaju se i morique (Morike), cumeral, tomedes, ponares, omejes.

## Vanjske poveznice
- Familia Macro-Arahuacana
- Macro-Arawakan: Kaufman 2007 - MultiTree